# Volba císaře 1531
Volba císaře se konala v Kolíně nad Rýnem dne 5. ledna 1531 za účelem výběru císaře Svaté říše římské. Jelikož tehdejší císař Karel V. ještě nezemřel ani neabdikoval, tato volba byla uspořádána za účelem určení jeho nástupce.

## Pozadí
Toto byla druhá volba císaře, která proběhla během reformace. Dne 31. října 1517 předložil Martin Luther, profesor morální teologie na Univerzitě ve Wittenbergu, nyní součásti Univerzity Martina Luthera v Halle-Wittenbergu, svých 95 tezí Albrechtu Braniborskému, mohučskému arcibiskupovi a kurfiřtovi. Tento seznam tezí kritizoval prodej odpustků, tedy prominutí trestů za hříchy v očistci. Lutherova kritika vyústila v rozsáhlé rozdělení církve. V roce 1527 zřídil Jan, kurfiřt saský, luteránskou státní církev v Sasku, v níž se sám stal nejvyšším biskupem.
Římský císař Karel V. svolal volbu svého nástupce. Kurfiřti, kteří byli povoláni do Kolína nad Rýnem k této příležitosti, byli:
- Albrecht Braniborský, mohučský arcibiskup a kurfiřt
- Richard von Greiffenklau zu Vollrads, trevírský arcibiskup a kurfiřt
- Heřman z Wiedu, kolínský arcibiskup a kurfiřt
- Ferdinand, mladší bratr Karla a český král
- Ludvík V., falcký kurfiřt
- Jan, saský kurfiřt
- Jáchym I. Nestor, braniborský kurfiřt

Jan byl jediným protestantským kurfiřtem. Heřman, přestože byl biskupem, měl reformní sklony a nakonec byl roku 1546 zbaven svého úřadu. Ostatní kurfiřti byli silně prokatoličtí.
Karel svolal volbu v souladu s habsburským kompaktem z let 1521–1522, který uzavřel se svým mladším bratrem Ferdinandem. Podle této dohody měl Karel po své korunovaci papežem vyhlásit volbu císaře. Korunovace proběhla v roce 1530 a Karel tedy svolal sedm kurfiřtů k volbě Ferdinanda.

## Volba a její důsledky
Ferdinand byl v Kolíně nad Rýnem zvolen římským císařem. Karel byl však císařem Svaté říše římské dalších více než 25 let. K roku 1550 svého rozhodnutí litoval, neboť si uvědomil, že volba Ferdinanda povede k rozdělení habsburského rodu mezi jeho syna Filipa II. Španělského a Ferdinanda. Proto v roce 1551 sjednal dohodu v rámci rodiny, podle níž měl být Ferdinandovým nástupcem Filip. Karel se rovněž pokusil o sjednání politických sňatků, aby zachoval jednotu Habsburků.
Karel V. abdikoval 27. srpna 1556. Říšský sněm přijal jeho abdikaci 3. května 1558. Ferdinand byl následně korunován ve Frankfurtu. Jeho nástupcem se však nestal jeho synovec Filip, nýbrž jeho vlastní syn Maxmilián, který byl zvolen již za Ferdinandovy vlády v roce 1562. Kurfiřti se obávali nestability, která by mohla nastat, pokud by byl císařem španělsky mluvící panovník narozený ve Valladolidu, a proto prosazovali právě Maxmiliána.